# شهرستان لولیانگ
شهرستان لولیانگ (به لاتین: Luliang County) یک منطقهٔ مسکونی در چین است که در کوجینگ واقع شده‌است. شهرستان لولیانگ ۲٬۰۹۶ کیلومتر مربع مساحت و ۶۱۰٬۰۰۰ نفر جمعیت دارد.